# Otello Corporation
Otello Corporation ASA (dawniej Opera Software ASA) – należące do chińskiego konsorcjum norweskie przedsiębiorstwo informatyczne założone przez Jona Stephensona von Tetzchnera i Geira Ivarsøya w 1995 r.

## Historia
Zarówno Jon S. von Tetzchner, jak i Geir Ivarsøy pracowali w największej norweskiej firmie telekomunikacyjnej Telenor, gdzie w 1994 roku rozpoczęli prace nad projektem przeglądarki stron WWW o nazwie „MultiTorg Opera”. Projekt został zarzucony przez Telenor, ale von Tetzchner i Ivarsøy otrzymali prawa do programu i w 1995 roku założyli własną firmę – Opera Software ASA, pod szyldem której kontynuowano prace nad przeglądarką. W 1997 roku zaprezentowano pierwszą ogólnie dostępną wersję tej aplikacji pod nazwą Opera 2. W 2011 roku Firma została wykupiona przez Yahoo! W 2016 roku firma została wykupiona przez chińskie konsorcjum, zmieniła nazwę na Otello Corporation.

## Działalność
Otello Corporation ASA jest zaangażowana w tworzenie i promowanie standardów sieciowych. Jest członkiem organizacji World Wide Web Consortium, w ramach której bierze aktywny udział w rozwijaniu języków takich jak CSS i XHTML.
Według stanu na grudzień 2010 Otello Corporation zatrudniało 747 pracowników, było notowane na giełdzie papierów wartościowych w Oslo, ma silną pozycję na rynku przeglądarek dla urządzeń mobilnych. Według danych z początku 2015 roku, szacuje się, że z wersji Opery dla komputerów biurkowych korzysta około 55 milionów użytkowników na całym świecie.
Główne motto firmy brzmi: (ang.) Simply the Best Internet Experience on Any Device (pol.) „Po prostu najlepsze doznania internetowe na dowolnym urządzeniu”.

### Produkty
Działalność przedsiębiorstwa skupia się na tworzeniu przeglądarki internetowej Opera na różne platformy sprzętowe i systemowe.

### Oddziały zamiejscowe
Główna siedziba OSA znajduje się w Oslo w  Norwegii. Firma posiada również swoje biura w następujących miastach:
- Pekin –  Chiny
- Praga –  Czechy
- Czandigarh –  Indie
- Tokio –  Japonia
- Seul –  Korea Południowa
- Warszawa, Wrocław –  Polska
- Göteborg, Linköping –  Szwecja
- Mountain View, San Diego –  USA

#### Opera w Polsce
2 listopada 2006 Opera Software otworzyła we Wrocławiu pierwsze w Polsce oraz we wschodniej części Europy centrum badawczo-rozwojowe Opery. Polscy inżynierowie (pozyskani na bazie zlikwidowanego centrum badawczego firmy BenQ Poland) zajmują się przenoszeniem przeglądarki Opera i Opera Mini na mobilną platformę BREW firmy Qualcomm. W Polsce zatrudnia ponad 100 osób i nadal zwiększa zatrudnienie.
W czerwcu 2007 Opera Software zawarła porozumienie z polskim portalem internetowym Onet.pl, na mocy którego zawartego:
- wyszukiwarka Onet.pl została centralnym elementem „strony szybkiego wybierania” (ang. Speed Dial) pakietu internetowego Opera
- OnetLajt, wersja mobilna portalu Onet.pl, znalazła się na ekranie startowym Opery Mini,
- OnetLokalizator, oparty na technologii serwisu Zumi, został wyszukiwarką lokalną w Operze Mini[9].

W czerwcu 2008 Opera Software zawarła porozumienie z polskim serwisem aukcyjnym Allegro.pl. Efektem współpracy ma być promocja serwisu poprzez Operę 9.5 w tzw. wersji desktopowej oraz poprzez Operę Mini 4.1. Na mocy porozumienia wyszukiwarka Allegro.pl została centralnym elementem „strony szybkiego wybierania” (ang. Speed Dial) pakietu internetowego Opera w wersji 9.50 oraz lokalną wyszukiwarką zarówno w Operze 9.50, jak i Operze Mini 4.1.
W czerwcu 2009 firma otworzyła drugie Centrum Badań i Rozwoju w Warszawie.